# Mathilde Neesgaard
Mathilde Neesgaard Mogensen (* 2. April 1993 in Herning, Dänemark) ist eine dänische Handballspielerin, die für den dänischen Erstligisten Horsens HK aufläuft.

## Karriere

### Im Verein
Neesgaard spielte anfangs Handball bei den dänischen Vereinen Tjørring IF, Herning FH, Ikast FS und Tarm-Foersum GF. Die Rückraumspielerin schloss sich im Jahr 2010 dem FC Midtjylland Håndbold an, bei dem sie anfangs für die U-18-Mannschaft auflief. Ein Jahr später rückte sie in den Kader der Erstligamannschaft auf. Neesgaard wechselte im Jahr 2013 zum Erstligaaufsteiger Ringkøbing Håndbold, um dort mehr Spielanteile zu erhalten. Drei Jahre später unterschrieb sie einen Vertrag beim Ligakonkurrenten Team Tvis Holstebro. Im November 2017 zog sich Neesgaard einen Kreuzbandriss zu, woraufhin die Saison 2017/18 für sie beendet war. Neesgaard wechselte im Jahr 2019 zum Erstligisten Aarhus United, bei dem sie als Haupttorschützin in Erscheinung trat. In der Saison 2021/22 war sie mit 179 Treffern die torgefährlichste Spielerin in der regulären Spielzeit der Damehåndboldligaen. Ab dem Sommer 2023 stand sie beim rumänischen Erstligisten Rapid Bukarest  unter Vertrag. Im Sommer 2024 wechselte sie zum dänischen Erstligisten Horsens HK.

### In Auswahlmannschaften
Neesgaard bestritt 48 Länderspiele für die dänische Jugendnationalmannschaft sowie 15 Partien für die dänische Juniorinnennationalmannschaft. Mit diesen Auswahlmannschaften gewann sie die Goldmedaille bei der U-17-Europameisterschaft 2009 sowie die Bronzemedaille beim Europäischen Olympischen Sommer-Jugendfestival 2009. Am 8. Oktober 2015 gab sie ihr Länderspieldebüt für die dänische A-Nationalmannschaft.